# Torre en Cameros
Torre en Cameros es un municipio de la comunidad autónoma de La Rioja (España), situado en la cuenca del río Leza, comarca del Camero Viejo. 

## Historia
La primera aparición de la localidad en documentos históricos data de 1366. Ese año, Enrique II de Trastámara entregó al caballero Juan Martínez de Arellano varios pueblos, entre los que se encontraba Torre, como agradecimiento al apoyo ofrecido en el enfrentamiento contra Pedro I el Cruel. Dichos municipios constituyeron posteriormente el Señorío de Cameros.
Perteneció a las provincias de Burgos y Soria hasta la creación en 1833 de la provincia de Logroño.
Es el lugar de nacimiento de Clara de la Concepción Sánchez (Torre en Cameros, 14 de abril de 1902 - Soria, 22 de enero de 1973) declarada Venerable por el papa Francisco el 3 de abril de 2014.

## Geografía
Hasta 2006 el municipio riojano no contaba con energía eléctrica. A estas alturas tiene electricidad e iluminadas sus calles
Actualmente la economía de Torre se sustenta en la ganadería extensiva.
Dentro del Camero Viejo, es de los pocos pueblos que cuentan con una superficie forestal respetable. Dos bosques rodean a Torre: por la zona de Muro en Cameros (el más extenso, de hayas y robles y también acebos de gran porte), y de San Román. El primero de ellos es atravesado por la angosta carretera de acceso; mientras que el segundo es penetrado por un antiguo camino comercial hacia San Román.

## Geografía humana

### Demografía
Cuenta con una población de 8 habitantes (INE 2024).
| Gráfica de evolución demográfica de Torre en Cameros entre 1842 y 2021                                                |
| |
| Población de derecho según los censos de población del INE. Población de hecho según los censos de población del INE. |

## Administración
| Periodo   | Nombre              | Partido                 |
| --------- | ------------------- | ----------------------- |
| 1979-1983 | Simón Sáenz Jiménez | Agrupación de electores |
| 1983-1987 | Simón Sáenz Jiménez | PSOE                    |
| 1987-1991 | Simón Sáenz Jiménez | PSOE                    |
| 1991-1995 | Simón Sáenz Jiménez | PSOE                    |
| 1995-1999 | Simón Sáenz Jiménez | PSOE                    |
| 1999-2003 | Simón Sáenz Jiménez | PSOE                    |
| 2003-2007 | Óscar Sáenz Sáenz   | PSOE                    |
| 2007-2011 | Óscar Sáenz Sáenz   | PSOE                    |
| 2011-2015 | Óscar Sáenz Sáenz   | PSOE                    |
| 2015-2019 | Óscar Sáenz Sáenz   | PSOE                    |
| 2019-2023 | Óscar Sáenz Sáenz   | PSOE                    |

## Economía

### Evolución de la deuda viva
El concepto de deuda viva contempla sólo las deudas con cajas y bancos relativas a créditos financieros, valores de renta fija y préstamos o créditos transferidos a terceros, excluyéndose, por tanto, la deuda comercial.
Entre los años 2008 a 2014 este ayuntamiento no ha tenido deuda viva.

## Lugares de interés

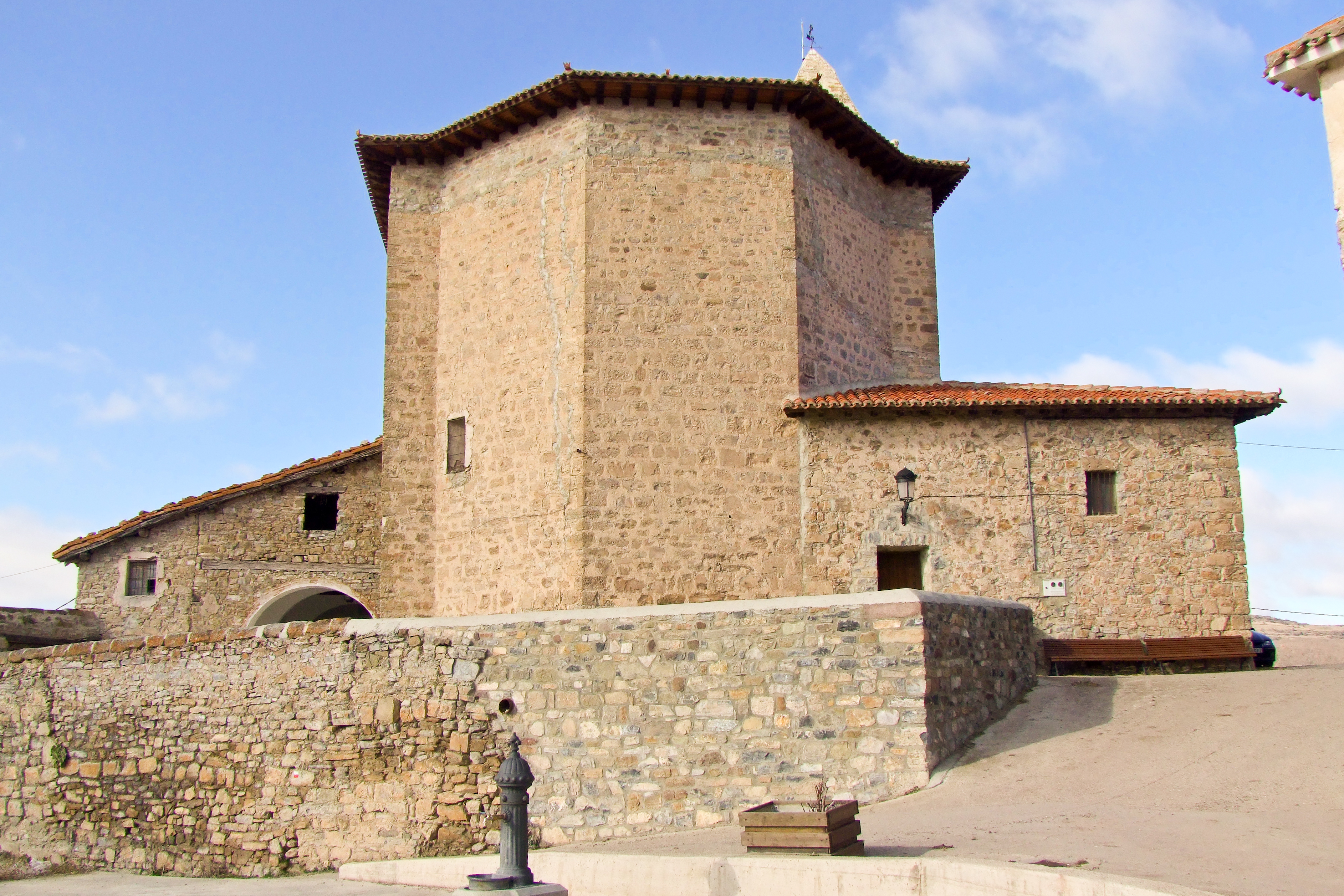
Iglesia de San Martín.

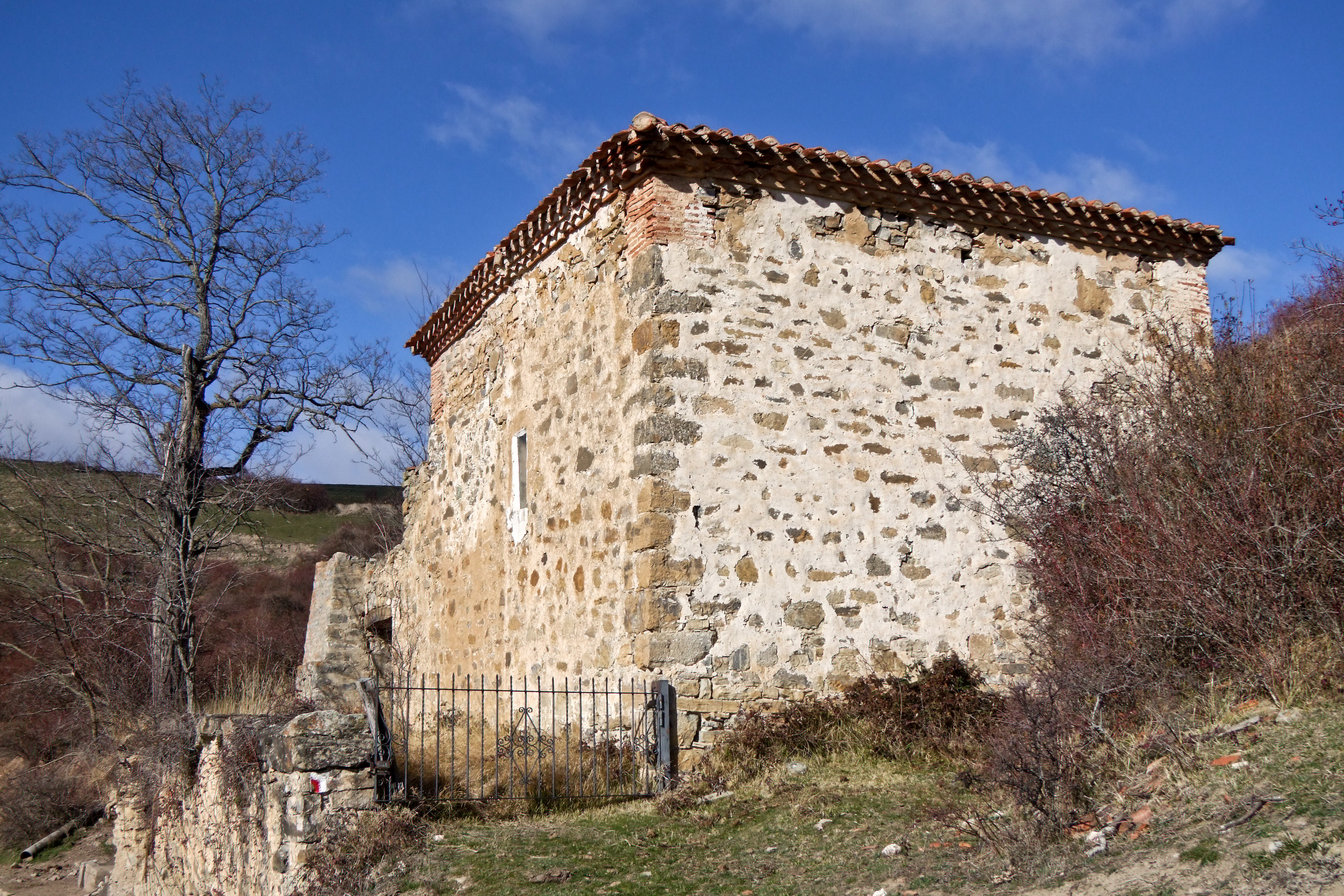
Ermita del Buen Suceso.

- Iglesia de San Martín. Data del siglo XVII. Está construida en mampostería y sillarejo, y consta de una torre de planta cuadrangular de tres cuerpos con remate piramidal. Desde hace años no se utilizaba para el culto hasta que, a mediados de  2008, finalizaron las obras de rehabilitación.[5] El 13 de julio de ese año (aprovechando la festividad de San Cristóbal) tuvo lugar su reapertura, con una misa celebrada por el obispo Omeya.

- Ermita del Buen Suceso. Actualmente se halla reparada parcialmente.[5]
- Acebos de gran porte en el camino a Cerroyera.

## Literatura
- Ernesto Reiner. Viaje por el Camero Viejo. Logroño 1984. ISBN 84-398-2054-2
- Varios Autores. Por los Cameros en los Años Noventa. Logroño 1991. ISBN 84-87209-34-3